# Porvenir, Veracruz
Porvenir är en ort i Mexiko.   Den ligger i kommunen Soledad Atzompa och delstaten Veracruz, i den sydöstra delen av landet, 220 km öster om huvudstaden Mexico City. Porvenir ligger 2 682 meter över havet och antalet invånare är 318.
Terrängen runt Porvenir är kuperad åt sydost, men åt nordväst är den bergig. Runt Porvenir är det ganska tätbefolkat, med 120 invånare per kvadratkilometer. Närmaste större samhälle är Río Blanco, 18,3 km norr om Porvenir. I omgivningarna runt Porvenir växer i huvudsak blandskog.